# گرکلاغ گردن‌خاکستری
گرکلاغ گردن‌خاکستری (نام علمی: Picathartes oreas) نام یک گونه از سرده گرکلاغ است.